# JKOY-Baureihe Sm5
Die JKOY-Baureihe Sm5 sind vierteilige finnische Elektrotriebzüge für den Nah- und Regionalverkehr um Helsinki.
Sie sind Eigentum der Firma Pääkaupunkiseudun Junakalusto (kurz „Junakalusto Oy“ = JKOY) und werden im Schienennahverkehr in der Region Helsinki eingesetzt. Die Züge wurden von Stadler Rail entwickelt und gehören zur Flirt-Familie. Die ursprüngliche Bestellung von 32 Fahrzeugen aus dem Jahr 2006 wurde 2011 um weitere neun auf 41 Fahrzeuge und 2014 um weitere 40 auf 81 Fahrzeuge aufgestockt. Der erste Zug kam 2009 in den Verkehr. Am 18. August 2017 hat Stadler im Depot VR Ilmala in Helsinki den letzten bestellten FLIRT an Junakalusto Oy übergeben.

## Geschichte
Besteller und Eigentümer der Züge ist die 2004 gegründete Firma Pääkaupunkiseudun Junakalusto (JKOY), ein Gemeinschaftsunternehmen der Städte Helsinki, Espoo, Vantaa, Kauniainen und der finnischen Staatsbahn VR (Anteil Städte 65 %, VR 35 %). JKOY verleast die Züge an den Aufgabenträger der S-Bahn Helsinki, den Verkehrsverbund Helsingin seudun liikenne (HSL), der für die Planung des öffentlichen Personennahverkehrs in der Region zuständig ist.
Für den Betrieb gibt HSL die Züge an eine Bahngesellschaft weiter. Da die VR im Jahr 2021 die Ausschreibung für den Schienennahverkehr in Helsinki gewonnen hat, betreibt sie auch weiterhin die Sm5-Züge.
Das Rollout des ersten Fahrzeuges erfolgte am 7. Oktober 2008 bei Stadler in Bussnang. Die ersten beiden Fahrzeuge wurden 2009 in Finnland ausführlich getestet. Erst nach der Erprobung wurde mit der Serienlieferung der restlichen Fahrzeuge begonnen.
Wegen der überbreiten Wagenkästen und Breitspur wurden die Fahrzeuge auf der Straße nach Lübeck transportiert und dort auf ein Schiff verladen.

## Technische Merkmale
Es handelt sich um einen vierteiligen Triebwagen, dessen Enddrehgestelle angetrieben sind, während sich die Laufdrehgestelle als Jakobsdrehgestelle zwischen den Wagenteilen befinden. Alle Drehgestelle sind luftgefedert. Die Wagenkästen bestehen aus Aluminium-Strangpress-Profilen und die beiden Führerkabinen aus Glasfaserkunststoff.
Die Antriebsausrüstung ist redundant. Die vier Antriebsstränge mit den wassergekühlten IGBT-Stromrichtern sind einzeln abschaltbar.
Entsprechend dem breiten finnischen Umgrenzungsprofil beträgt die Wagenkastenbreite 3,2 Meter. Das Fahrzeug besitzt eine verbesserte Wärmedämmung mit dreifachverglasten Fenstern, um bis zu einer Temperatur von −40 °C wintertauglich zu sein. Die Klimaanlage wurde mit einer Wärmerückgewinnung ausgestattet, um im Winter die kalte Frischluft mit der Abluft vorwärmen zu können. Die Eingangsbereiche sind mit zusätzlichen Heizlüftern und einer Bodenheizung versehen.
In einem Mittelwagen befindet sich ein behindertengerechtes WC und ein Multifunktionsraum für Kinderwagen, Fahrräder und Rollstühle. Für Rollstuhlfahrer gibt es in jedem Endwagen einen zusätzlichen Stellplatz im Sitzbereich.
Es ist ein Informationssystem mit 11 Bildschirmen eingebaut, daneben befindet sich in jedem Eingangsbereich eine SOS-Sprechstelle (insgesamt 6 Stück). Über eingebaute Videokameras kann der Triebwagen überwacht werden.
Die 272 Sitzplätze sind überwiegend in einer 2+3-Bestuhlung angeordnet. 80 % des Fahrgastraumes sind über sechs Doppelschwenkschiebetüren mit 1,3 Metern Weite pro Seite niederflurig zugänglich.